# Sinfonia n. 46 (Haydn)
La Sinfonia n. 46 in si maggiore, Hoboken I:46, fu composta da Joseph Haydn nel 1772. Insieme alla Sinfonia n. 42 in re maggiore ed alla Sinfonia n. 45 in fa diesis minore (Sinfonia degli addii) viene considerata appartenente al periodo Sturm und Drang del compositore; con l'espressione mediata dal titolo del dramma di Klinger del 1776 che ha dato il nome al noto movimento letterario preromantico, gli storiografi musicali infatti indicano spesso alcuni fenomeni che caratterizzarono l'area tedesca nel periodo 1840-1880.

## Struttura e organico
La Sinfonia n. 46 in si maggiore è stata composta per un organico di due oboi, fagotto, due corni ed archi.
La tonalità in si maggiore è decisamente insolita sia nell'ambito della produzione sinfonica di Haydn  sia in generale nel panorama strumentale settecentesco. Lo stesso Haydn potrebbe aver conosciuto uno dei pochi esempi esistenti, la Sinfonia in si maggiore di Mathias Georg Monn, eseguita a Vienna quando lui era un piccolo cantore nella cappella della cattedrale.
La struttura è quella classica in quattro movimenti:
1. Vivace
2. Poco adagio
3. Menuet: Allegretto
4. Finale: Presto e scherzando

Il primo movimento Vivace si apre con un motivo di quattro note enunciato all'unisono dall'orchestra, mentre i corni si limitano alla prima nota. Appare quasi come una reminiscenza della Sinfonia n. 44 ma semi-invertita.
Il secondo movimento Poco adagio presenta le caratteristiche fondamentali della siciliana, con il metro in 6/8. Il terzo movimento presenta elementi di forte originalità, quali, ad esempio, la terza frase del Minuetto che non è come ci si aspetterebbe la riproposta della prima ma un elemento apparentemente nuovo. Nel Presto e scherzando conclusivo il finale ci riserva una delle sorprese tanto care a Haydn: quando l'armonia si ferma sulla dominante, quasi ad annunciarci la coda, ricompare la seconda parte del Minuetto. La breve e divertita coda, con il progressivo spegnersi della sonorità e i due sonori accordi conclusivi, è degna chiusura al clima festoso del brano.
L'esecuzione della Sinfonia n. 46 in si maggiore ha una durata tipica di poco meno di 20 minuti.